# Драцена омбет
У названия «Драконово дерево» существуют и другие значения, см. Драконово дерево (значения).
Драцена омбет, или Африканское драконово дерево, или Нубийское драконово дерево, или просто Драконово дерево (лат. Dracaena ombet), — древесное растение, вид рода Драцена (Dracaena) семейства Спаржевые (Asparagaceae); в отличие от других видов этого рода — листовой суккулент. Встречается в горных пустынных местностях на северо-востоке Африки, а также на Аравийском полуострове. Цветки белые или бледно-розовые; ягоды жёлтые или оранжевые, используются в пищу; смолистый сок применяется в народной медицине. Выделяют подвид Dracaena ombet subsp. schizantha, раньше имевший статус самостоятельного вида.
Растение является древним реликтом, включено в Красную книгу МСОП, имеет охранный статус «Вымирающие виды». Авторы книги «Редкие растения мира» (1983) назвали этот вид «одним из наиболее замечательных растений Джибути, Эфиопии и Судана».

## Название
Видовой эпитет ombet в научном названии вида — это местное название растения на языке беджа (бедави) в Судане. Сомалийское название растения — mooli, название красного смолянистого сока — xanjo-mooli.
Английские названия растения — Gabal Elba Dragon Tree (с англ. — «Драконово дерево Гебель-Эльбы», по названию горы Гебель-Эльба на юге Египта), Nubian dragon tree («Нубийское драконово дерево», от названия исторической области Нубии) и The Ombet tree.

## Распространение, экология
Растение встречается в Джибути, Египте (юг страны), Судане, Сомали, Саудовской Аравии, Эритрее и Эфиопии (во флористических регионах Эфиопии Афар, Бале, Сидамо, Тыграй и Харэрге).

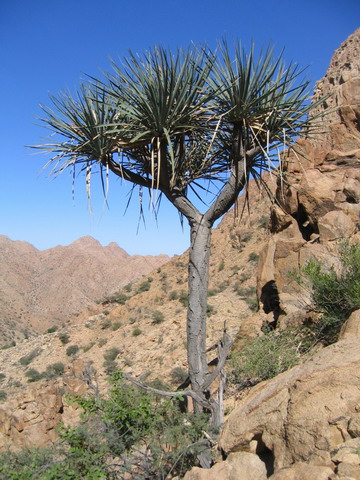
Драцена омбет в национальном парке Гебель-Эльба (Египет)

Растение встречается в горных пустынных местностях на высоте от 750 до 2400 м над уровнем моря (в горах Южного Судана — на высоте от 1300 до 1600 м, в Эфиопии и Эритрее — на высоте от 800 до 2100 м), обычно на известняковых почвах. Нередко встречается на крутых откосах, на гранитных обнажениях; для мест обитания драцены омбет характерны выходы на поверхность песчаников и кварцитов. Растёт в различного типа редколесьях, в том числе по соседству с оливковыми деревьями (Olea europaea), в зарослях акации (Acacia sp.) и коммифоры (Commiphora sp.), в вечнозелёных кустарниках с доминированием самшита (Buxus sp.) и акокантеры (Acokanthera sp.) (эти сведения относятся в первую очередь к подвиду Dracaena ombet subsp. schizantha), нередко вместе с молочаем абиссинским (Euphorbia abyssinica); также встречается в так называемых травянистых полупустынях по соседству с редкими кустами акации.
Согласно некоторым источникам, единственное место в Египте, где встречается это растение, — склоны горы Гебель-Эльба на территории одноимённого национального парка. Вместе с тем, есть данные, что ещё две небольшие популяции были обнаружены в конце XX века в горных районах Египта Гебель-Шендиб и Гебель-Шендидай. В Гебель-Шендиб встречаются только взрослые растение, при этом многие из них выглядят нездоровыми — либо из-за засухи, либо в результате повреждения вредителями или болезнями.
В Судане Dracaena ombet раньше образовывала особую растительную зону, в которой доминировала. На севере Судана драцена омбет встречалась в оазисе Эровит, а также на Красноморских холмах, однако численность популяций сильно сократилась и растения здесь в начале XXI века уже почти не встречались (при этом уже в 1961 году здесь были проводились исследования, во время которых были найдены только мёртвые деревья этого вида).

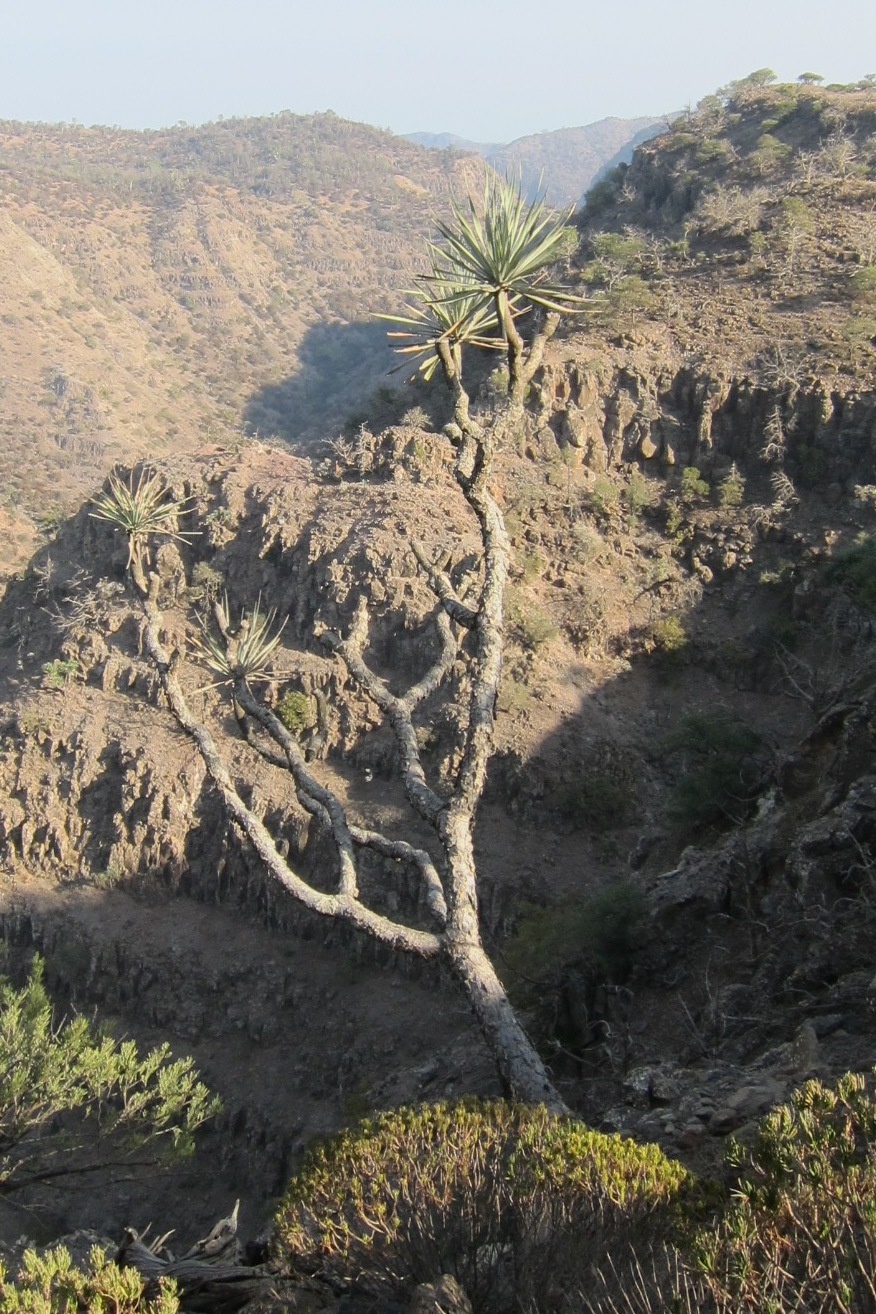
Драцена омбет на границе национального парка Форе дю Дэй (Джибути)

Имеются сведения о том, что в древние времена этот вид был широко распространён, в настоящее же время наблюдается существенное сокращение популяции по всему ареалу, ограниченное число экземпляров растения остаётся лишь в труднодоступных местах. Вся растительность в большинстве мест обитания драцены омбет сильно страдает от перевыпаса скота; кроме того, местное население активно эксплуатирует этот вид драцены — добывает из растений сок, древесину использует на дрова, а листья — для изготовления плетёных изделий. Популяция драцены омбет в результате этого сильно сократилась, в некоторых регионах сохранились лишь отдельные экземпляры этого вида, растущие на голых скалах. Наиболее угрожающая ситуация складывается в Судане в районе горного хребта Этбай (на Красноморских холмах) и в Египте в нацпарке Гебель-Эльба.

## Биологическое описание
Дерево высотой от двух до восьми (обычно от четырёх до восьми) метров с одиночным стволом диаметром до 40 см, при этом вторичный рост стеблей происходит не за счёт деятельности камбия (как у голосеменных и двудольных), а в результате деятельности меристематических клеток, которые находятся на периферии ствола. Для ствола и ветвей характерно вильчатое (дихотомическое) ветвление). Ветви крепкие, на их верхушках находятся плотные пучки листьев (так называемые «верхушечные розетки»). Крона зонтиковидной формы. Кора светло-коричневая, на ней хорошо виден кольцевой узор листовых рубцов — следов от опавших листьев. При надрезе коры из ствола выделяется смолистый сок красного цвета, который используется в народной медицине.

Особенно впечатляюще растение [драцена омбет] выглядит, когда розетки его похожих на мечи листьев увенчаны 30-сантиметровыми кистями розовых цветков.
Оригинальный текст (англ.)When its rosettes of sword-like leaves are crowned with 30cm-long clusters of pink flowers it presents a truly dramatic appearance.
— Egypt's Biodiversity
Листья жёсткие, с гладкими хрящеватыми краями (вдоль края листа тянется кайма, похожая на хрящ) и острыми кончиками, мечевидные, широкоовальные в основании и постепенно сужающиеся к верхушке. Могут быть разного цвета — от серого до сине-зелёного, с заметным красно-коричневым оттенком, длиной от 40 до 70 см (по другим источниках — до 90 см), шириной до 3 см. В своём основании листья шире в 2—4 раза, чем в остальной своей части. В отличие от других видов этого рода, драцена омбет является листовым суккулентом: её листья имеют толщину до 1 см. Нижняя поверхность листовых пластинок — большей частью выпуклая, ближе к верхушке переходящая в килеватую (ладьевидную, то есть имеющую поперечный срез в форме буквы «V»); верхняя поверхность — плоская либо немного вогнутая.

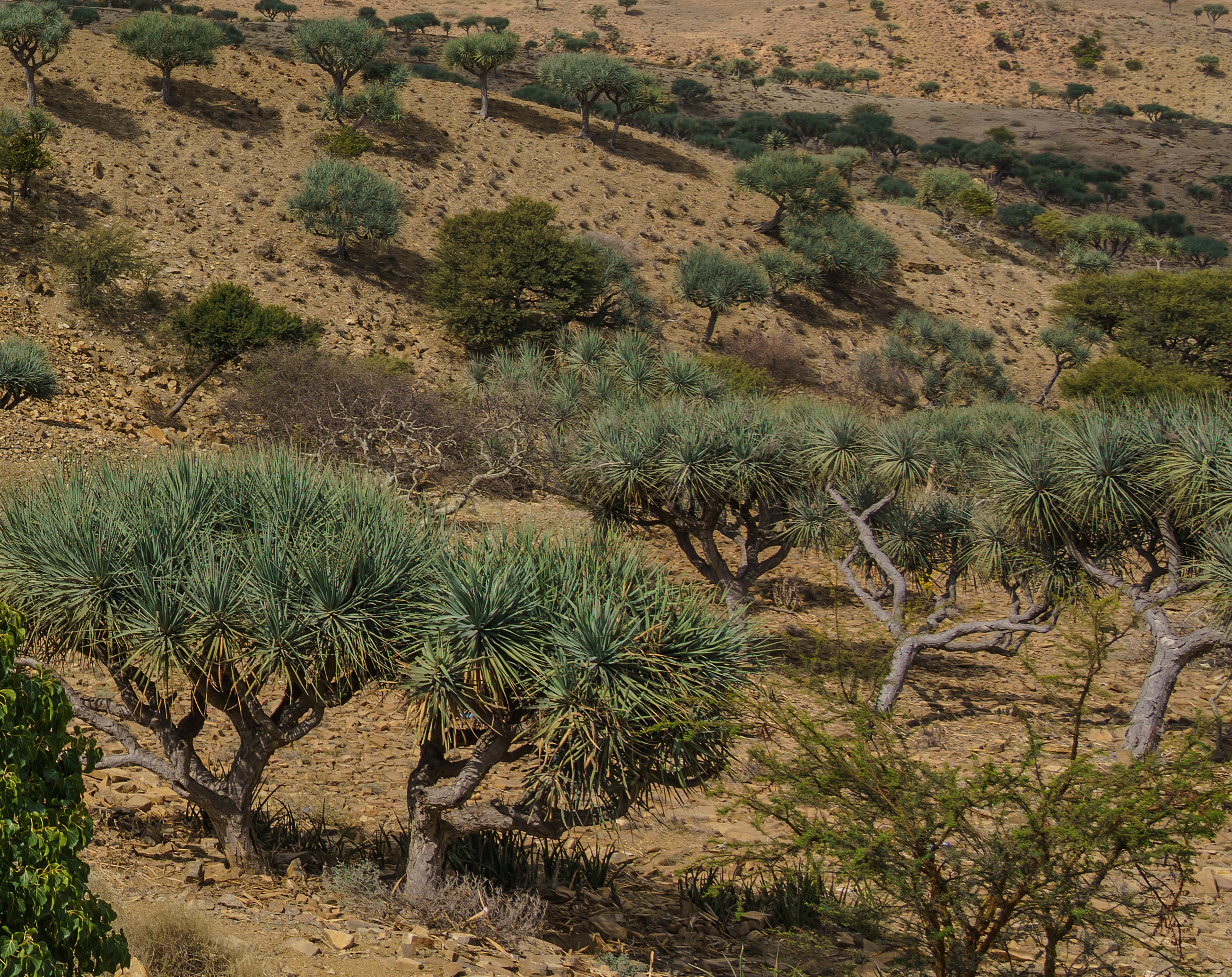
Драцена омбет на горных склонах в окрестностях города Абала (регион Афар, Эфиопия)

Цветки многочисленные, собраны в сильно разветвлённые прямостоящие метёлки длиной до 50 см. Нижние ветви соцветий — метельчатые (то есть, в свою очередь, являются соцветиями-метёлками), верхние — кистевидные. Ветви соцветия — с множеством прицветников, могут быть как голыми, так и опушёнными. Прицветники мелкие, яйцевидно-ланцетные. Цветоножки парные либо собранные в гроздь, посередине сочленяющиеся, голые либо опушённые, длиной от 2 до 4 мм. Околоцветник простой, состоит из шести почти свободных (несросшихся) листочков — узких, продолговато-ланцетных (линейных), белой или бледно-розовой окраски, длиной от 4 до 6 мм, с цветочной трубкой длиной 0,5 мм. Тычинок шесть, они немного короче листочков околоцветника; со сплющенными тычиночными нитями. Завязь продолговатая, на короткой ножке. Рыльце неясно трёхлопастное.
Плод — шаровидная ягода жёлтого (оранжевого) цвета диаметром от 10 до 12 мм, обычно с одним семенем. Плоды съедобны, созревают осенью; используются местным населением в пищевых целях. Семя шаровидное, диаметром 6 мм.

## Охранный статус, охранные мероприятия
Вид включён в Красную книгу МСОП. С 1972 по 1998 года растение имело охранный статус «Уязвимые виды» (англ. Vulnerable species, VU); в 1998 году статус был изменён на «Вымирающие виды» (Endangered species, EN). Ранее драцена омбет охранялась в Судане — в оазисе Эровит и на Красноморских холмах. Основными угрозами для драцены омбет, способствующими сокращению популяции, являются перевыпас домашнего скота, чрезмерная вырубка древесной растительности, засуха, а также, возможно, болезни и вредители.
В Египте в начале XXI века была начата программа по изучению и сохранению драцены омбет на Гебель-Эльбе и соседних горах.

## Таксономия и классификация

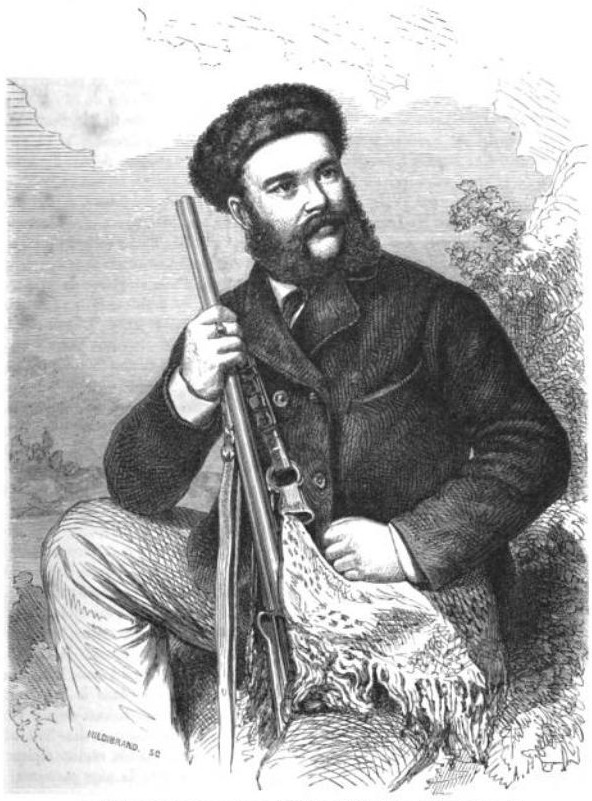
Немецкий зоолог и путешественник Теодор Гейглин, по материалам которого было дано первое научное описание драцены омбет

Первое действительное описание вида было опубликовано в 1867 году в книге Plantae Tinneanae. Это научное сочинение, полное название которого можно перевести как «Растения Тинне, или Описание растений, собранных в северной части внутренней Африки во время экспедиции Тинне к реке Бахр-эль-Газаль и её притокам», было посвящено ботаническим результатам экспедиции в Судан, предпринятой известными голландскими женщинами-путешественниками Александриной Тинне (1835—1869) и её матерью Генриеттой Тинне. Отправившись из Хартума в начале 1863 года вместе с натуралистами Теодором Гейглином (1824—1876) и доктором Германном Штейднером, члены экспедиции занимались исследованием реки Бахр-эль-Газаль — малоизученного притока Белого Нила. Во время экспедиции скончались Генриетта Тинне и доктор Штейднер, а оставшиеся в живых вернулись в Хартум в июле 1864 года.

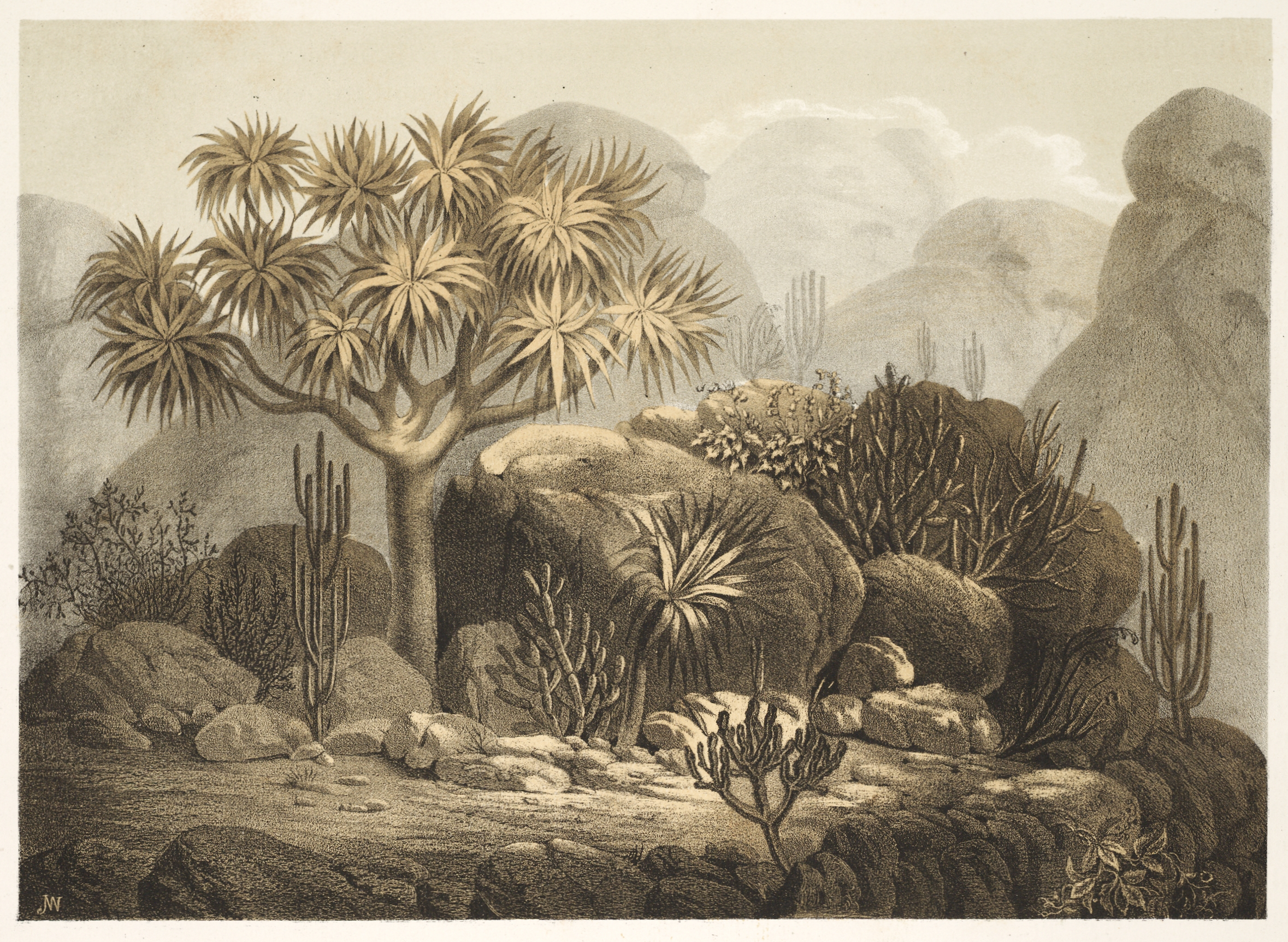
Драцена омбет (слева) на ботанической иллюстрации из предисловия к книге Plantae Tinneanae (1867), в которой было дано первое действительное описание этого вида; в само́м предисловии нет пояснений относительно этого изображения, однако на него имеется ссылка в разделе с описанием Dracaena ombet

Авторами описания вида стали австрийские ботаники Теодор Кочи (он не дожил до выхода книги, скончавшись в 1866 году) и Иоганн Пейрич. Новый вид они поместили в род Драцена семейства Лилейные, указав, что описание ими сделано на основе рисунка и рукописных заметок Теодора Гейглина.
Драцена омбет — один из видов рода Драцена (Dracaena) (всего этот род включает более ста видов); находится в близком родстве с двумя другими видами этого рода, называемыми «драконовыми деревьями», — драценой киноварно-красной (Dracaena cinnabari), встречающейся на Сокотре, и распространённой в Макаронезии и Марокко драценой драконовой (Dracaena draco). По информации сайта Germplasm Resources Information Network (2018), род Драцена относится к подсемейству Нолиновые (Nolinoideae) семейства Спаржевые (Asparagaceae). Систематическое положение этого рода в течение многих лет было крайне неустойчивым: его рассматривали в составе семейств Агавовые (Agavaceae), Иглицевые (Ruscaceae), Ландышевые (Convallariaceae), Лилейные (Liliaceae) — либо выделяли в собственное семейство Драценовые (Dracaenaceae).

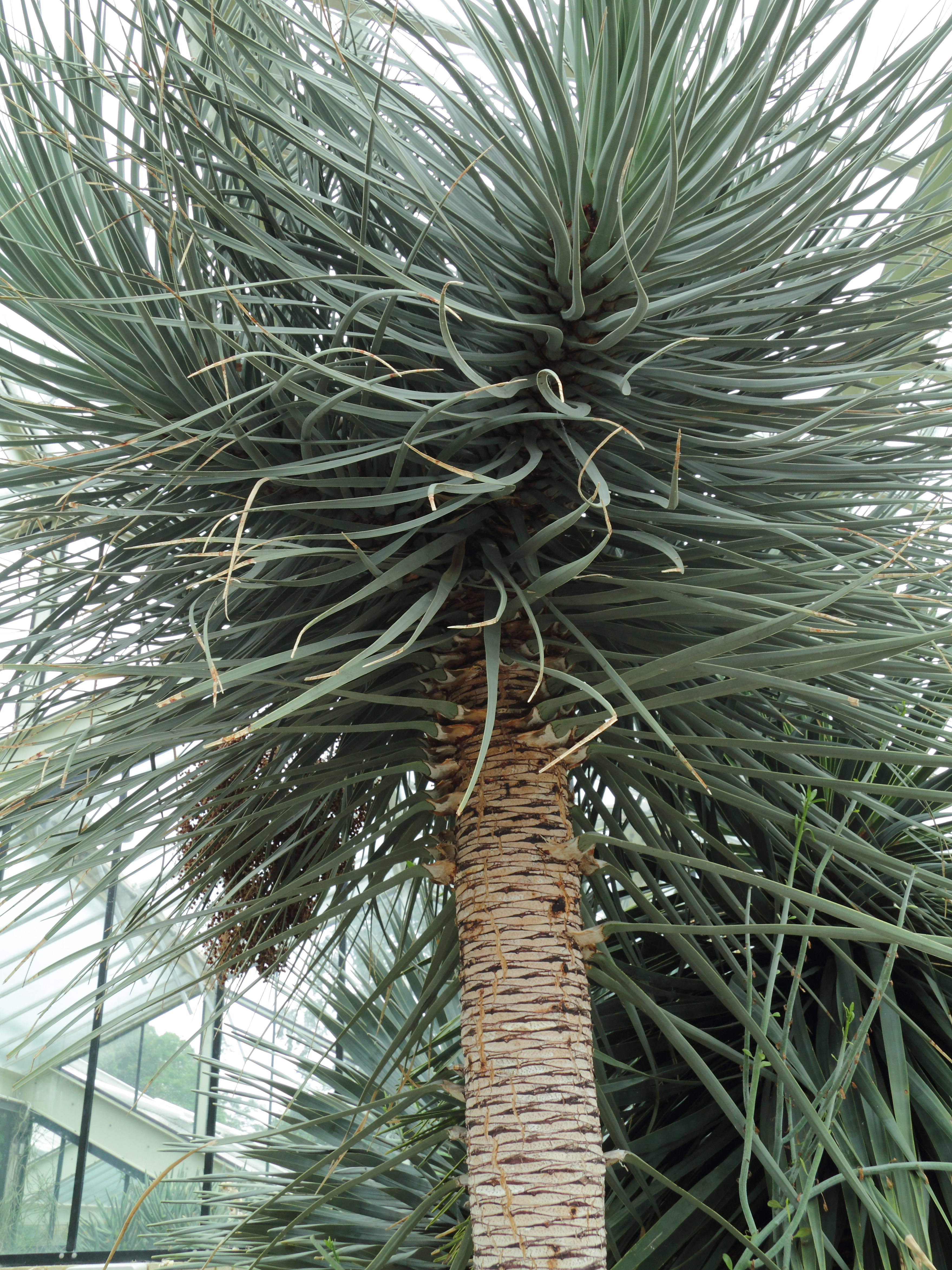
Взрослое растение в Королевских ботанических садах Кью (Лондон, Великобритания)

### Подвиды
Выделяют подвид Dracaena ombet subsp. schizantha (Baker) Bos (1997), который встречается в горах Сомали на высотах около 1500 м над уровнем моря, в Эфиопии (во флористических регионах Бале, Сидамо и Харэрге на высоте от 1000 до 1800 м), а также, возможно, в Йемене. Русские названия этого растения — Сомалийское драконово дерево и Драцена расколотая. Подвидовой эпитет schizantha объясняется глубоко разделёнными листочками околоцветника и образован от греческих слов σχίζω («расщеплять», «раскалывать») и άνθος («цветок»). Растёт на горных склонах, обычно на известняковых почвах.
Впервые таксон был описан английским ботаником Джоном Гилбертом Бейкером (1834—1920) в 1877 году в ранге вида и назван Dracaena schizantha. Бейкер проводил описание на основе растения, которое было собрано в Сомали в горах Аль и Серут немецким ботаником Иоганном Марией Гильдебрандтом. В 1997 году ранг таксона был понижен до подвида. В синонимику подвида входят названия Dracaena rhabdophylla Chiov. (1951), Dracaena schizantha Baker (1877) и Draco schizantha (Baker) Kuntze (1891).
Растения номинативного подвида Dracaena ombet subsp. ombet обычно не превышают 4 м в высоту, в то время как драцена расколотая может вырастать в высоту до 8 м. У листьев номинативного подвида нет киля (продольного выступа с нижней стороны) и листовые пластинки в поперечном сечении имеют форму полумесяца, у драцены расколотой киль имеется, а листовые пластинки в поперечном сечении имеют форму треугольника. У обоих подвидов листья в основании шире, чем в остальной своей части, при этом у номинативного подвида — примерно в два раза, а у драцены расколотой — в 3—4 раза. Кроме того, подвиды отличаются краем листа (у номинативного подвида они гладкие, у драцены расколотой — неровные, шершавые), а также частичной опушённостью ветвей соцветия (обычно опушены концы этих ветвей; у номинативного же подвида они полностью голые). Ещё одной характерной особенностью драцены расколотой является очень гладкая кора серого цвета у старых экземпляров растений. В Эфиопии драцена расколотая обычно цветёт с февраля по май.